# Mohammed El Assir
Mohammed El Assir, född 15 mars 1986 i Libanon, är en svensk skådespelare.

## Karriär
El Assir är mest känd för rollen som Hamza Hussein i Sveriges Televisions dramaserie Andra Avenyn. Han har även medverkat i långfilmen Sandor slash Ida och spelade Ismael i SVT:s dramaserie Orka! Orka! Som 17-åring producerade han den egna långfilmen En boxares dröm där han stod för både manus, huvudroll och regi. Han har dessutom gjort ett antal kortfilmer.
Under våren 2010 medverkade han i ett avsnitt i TV-serien Kniven mot strupen, där han fick hjälp att rädda sin restaurang från att gå i konkurs. Det framkom vid återbesöket att han sedan hade sålt restaurangen.

## Filmografi

### Filmer
- 2004 – Sandor slash Ida
- 2012 – Johan Falk: Spelets regler
- 2012 - Johan Falk: Kodnamn Lisa

### TV-serier
- 2004 – Orka! Orka!
- 2007–2010 – Andra Avenyn
- 2010 – Kniven mot strupen
- 2011 – Irene Huss - Jagat vittne